# Mentengsari
Mentengsari is een bestuurslaag in het regentschap Cianjur van de provincie West-Java, Indonesië. Mentengsari telt 5522 inwoners (volkstelling 2010).